# Donja Jutrogošta
Donja Jutrogošta so naselje v občini Kozarska Dubica, Bosna in Hercegovina. 

## Deli naselja
Donja Jutrogošta.

## Prebivalstvo
| Pregled števila prebivalcev po letih | Pregled števila prebivalcev po letih | Pregled števila prebivalcev po letih | Pregled števila prebivalcev po letih | Pregled števila prebivalcev po letih | Pregled števila prebivalcev po letih |
| ------------------------------------ | ------------------------------------ | ------------------------------------ | ------------------------------------ | ------------------------------------ | ------------------------------------ |
| 1948                                 | 1953                                 | 1961                                 | 1971                                 | 1981                                 | 1991                                 |
| -                                    | -                                    | -                                    | 85                                   | 82                                   | 89                                   |

| Narodna sestava prebivalstva po letih                                                                                  | Narodna sestava prebivalstva po letih                                                                                      | Narodna sestava prebivalstva po letih                                                                                    |
| --- | --- | --- |
| 1971 | 1981 | 1991 |
| . skupaj: 85 Srbi 85 (100 %) Hrvati 0 (0,00 %) Muslimani 0 (0,00 %) Jugoslovani 0 (0,00 %) drugi in neznano 0 (0,00 %) | . skupaj: 82 Srbi 65 (79,26 %) Hrvati 0 (0,00 %) Muslimani 0 (0,00 %) Jugoslovani 17 (20,73 %) drugi in neznano 0 (0,00 %) | . skupaj: 89 Srbi 88 (98,87 %) Hrvati 0 (0,00 %) Muslimani 0 (0,00 %) Jugoslovani 1 (1,12 %) drugi in neznano 0 (0,00 %) |